# Trévillach
Trévillach är en kommun i departementet Pyrénées-Orientales i regionen Occitanien i södra Frankrike. Kommunen ligger i kantonen Sournia som tillhör arrondissementet Prades. År 2022 hade Trévillach 188 invånare.

## Befolkningsutveckling
Antalet invånare i kommunen Trévillach
| Referens: INSEE |